# Kelly Rohrbach
Kelly Rohrbach (New York, 1990. január 21. –) amerikai modell és színésznő.
A Sport Illustrated című magazinból ismert, ahol modellkedett, de legnagyobb sikere C. J. Parker szerepe a volt Baywatch című 2017-es filmből. Karakterét Pamela Anderson modelltársa ihlette az eredeti 1989-es televíziós sorozatból.

## Élete

### Tanulmányai
Kelly New Yorkban született, és Greenwichben nevelkedett. Anne (születési nevén Wholey) és Clay Rohrbach lánya. A Greenwichi Akadémián, majd a Georgetowni Egyetemen tanult. 2012-ben végezte el az egyetemet, egy színházi fokozattal. Végül jelentkezett egy londoni akadémiára, ahol drámát és zenét tanult.

### Karrierje
Rohrbach több tévéműsorban is szerepet kapott, például a Két pasi – meg egy kicsiben, az Egy rém fura családban, a Született detektívekben és a Magyarországon kevésbé ismert Broad Cityben.

## Filmográfia

### Film
| Év   | Magyar cím                       | Eredeti cím  | Szerep      | Megjegyzések               |
| ---- | -------------------------------- | ------------ | ----------- | -------------------------- |
| 2012 |                                  | Wilt         | Beatrice    |                            |
| 2015 |                                  | My Last Film | Ashley      | rövidfilm                  |
| 2016 | Café Society                     | Café Society | nő          | stáblistán nem szerepel    |
| 2017 | Baywatch                         | Baywatch     | C.J. Parker | magyar hangja Horváth Lili |
| 2018 | Ocean’s 8 – Az évszázad átverése | Ocean's 8    | önmaga      | cameoszerep                |

### Televízió
| Év        | Magyar cím               | Eredeti cím         | Szerep                            | Megjegyzések    |
| --------- | ------------------------ | ------------------- | --------------------------------- | --------------- |
| 2013      | Egy rém fura család      | The New Normal      | Amber                             | egy epizód      |
| 2013      | Két pasi – meg egy kicsi | Two and a Half Men  | Amber                             | egy epizód      |
| 2013–2014 | Született detektívek     | Rizzoli & Isles     | Charlotte "Charlie" Hansen rendőr | két epizód      |
| 2013–2015 |                          | The PET Squad Files | Jayne Duncan                      | tizenkét epizód |
| 2014      | Doktor Rush              | Rush                | fiatal bombázó                    | egy epizód      |
| 2014      |                          | Love is Relative    | Emily                             | tévéfilm        |
| 2015      |                          | Deadbeat            | Beth                              | egy epizód      |
| 2016      |                          | Broad City          | Alice Ackerman                    | egy epizód      |
| 2017      |                          | Angie Tribeca       | Laura Ashley                      | egy epizód      |